# عزت‌الله انتظامی
عزت‌الله انتظامی (۳۱ خرداد ۱۳۰۳ – ۲۶ مرداد ۱۳۹۷) بازیگر و کارگردان تئاتر، سینما و تلویزیون، مشهور به «آقای بازیگر» سینمای ایران بود. او نخستین بازیگر ایرانی بود که از یک جشنوارهٔ بین‌المللی جایزه گرفت. انتظامی در سال ۱۳۸۲ به عنوان یکی از چهره‌های ماندگار ایران انتخاب شد.

## زندگی و کارنامه

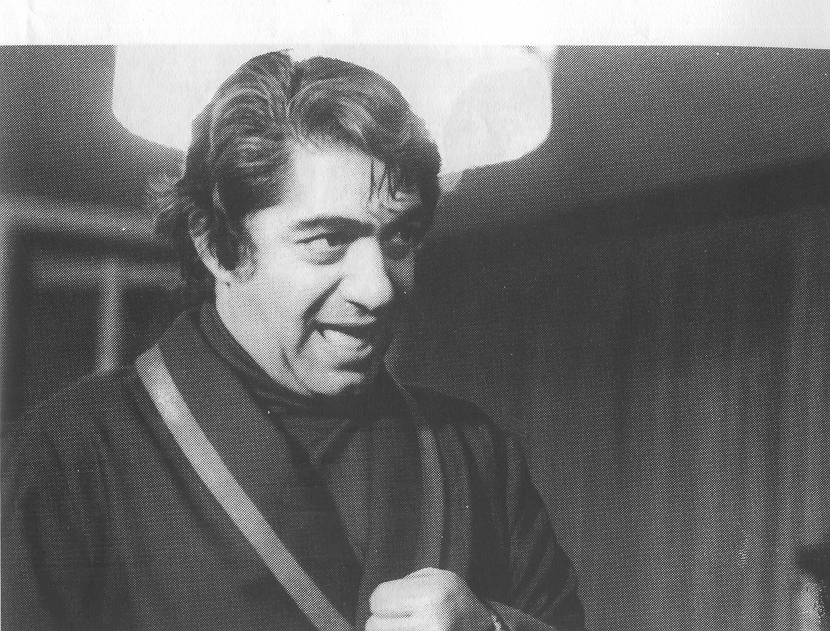
انتظامی در فیلم دایره مینا

عزت‌الله انتظامی ۳۰ خرداد سال ۱۳۰۳ در محلهٔ سنگلج تهران متولد شد. وی پس از گذراندن دوره تحصیلات مقدماتی، وارد هنرستان صنعتی تهران شد و در رشته برق به تحصیل پرداخت. در سال ۱۳۲۶ وارد عرصه هنر گردید و با اندک دست مایه‌های هنر نمایش و تئاتر به آلمان سفر کرد و در شهر هانوفر وارد یک مدرسه شبانه آموزش سینما و تئاتر گردید. وی پدر مجید انتظامی آهنگ‌ساز و نوازنده است. عزت‌الله انتظامی فعالیت هنری خود را با پیش‌پرده‌خوانی در تماشاخانه‌های لاله‌زار شروع کرد؛ او پس از یک سال به تماشاخانه‌های هنر و فرهنگ تهران رفت؛ در سال ۱۳۲۰ نخستین نمایش حرفه‌ای خود را با عنوان اولتیماتوم نوشته پرویز خطیبی به کارگردانی اصغر تفکری در تئاتر پاریس خیابان لاله‌زار اجرا کرد و تا سال ۱۳۲۶ توانست در بیش از ده نمایش نقش‌پردازی کند. سپس، در سال ۱۳۵۱، پیش‌پرده‌خوانی در ایران و نیز کار هنری هنریش فون کلایست موضوع پایان‌نامهٔ کارشناسی او در دانشکده هنرهای زیبای دانشگاه تهران شد که با امتیاز «بسیار خوب همراه با تشویق کتبی» به تأیید استادانش، من جمله بهرام بیضایی، رسید.
بازی در فیلم واریته بهاری (۱۳۲۸) به کارگردانی پرویز خطیبی نخستین تجربه سینمایی انتظامی است. او بیست سال بعد، در ۱۳۴۸، در گاو ساختهٔ داریوش مهرجویی بازی کرد: در نقش مش حسن، که در فراق گاوش می‌نالد و با او همزاد پنداری می‌کند، و شرایطی را به وجود آورد که بازیش در فیلم گاو نقطه عطف و تحولی شگرف در تاریخ بازیگری سینمای ایران شد. بازی‌های او در دیگر آثار مهرجویی همچون آقای هالو، دایره مینا، پستچی، اجاره‌نشین‌ها، هامون و بانو از کارهای ماندگار این زوج هنری است. انتظامی در فیلم‌های کارگردانان مطرح دیگری چون علی حاتمی، ناصر تقوایی، مسعود کیمیایی، رخشان بنی‌اعتماد، مسعود جعفری جوزانی و محسن مخملباف نیز بازی کرده است. او در فیلم مستند عشق‌پرداز به کارگردانی محمدهادی کاویانی در کنار محمود فرشچیان حضور داشته است. انتظامی پس از انقلاب و به خصوص در دهه شصت در انواع و اقسام نقش‌ها به بهترین نحو ممکن ظاهر شد. بازی او در فیلم‌های حاجی واشینگتن، اجاره‌نشین‌ها، گراند سینما، هامون، بانو، گاو، ستارخان، صادق کرده، خانه خلوت، ناصرالدین‌شاه آکتور سینما، روز فرشته، روسری‌آبی، مینای شهر خاموش، ستاره‌ها ۱: ستاره می‌شود، دیوانه‌ای از قفس پرید، خانه‌ای روی آب و راه آبی ابریشم اوج هنرنمائی او و فیلم‌های ماندگار او در کارنامه سینمائیش است. او در گاوخونی دومین همکاری اش با بهروز افخمی را تجربه کرد و جایی برای زندگی چهارمین تجربه‌اش با محمد بزرگ‌نیا بود. او برای اولین بار با مسعود کیمیایی در سن ۷۹ سالگی در فیلم حکم همکاری کرد. نقش رضا در فیلم حکم شبیه دون کورلئونه است. عزت‌الله انتظامی اولین بازیگر ایرانی بود که موفق به دریافت جایزه از فستیوال بین‌المللی شد. وی برای بازی در فیلم گاو جایزه هوگو نقره‌ای بهترین بازیگر نقش اول مرد را از جشنواره بین‌المللی فیلم شیکاگو دریافت کرد.
وی در ۲۶ مرداد ۱۳۹۷ در بیمارستان باهنر تهران در ۹۴ سالگی درگذشت.

## تجلیل یونسکو
آیین بزرگداشت و تجلیل از عزت‌الله انتظامی بازیگر سینمای ایران در سال ۲۰۰۶ مصادف با مهر ماه ۱۳۸۵ در مقر سازمان علمی، فرهنگی و تربیتی ملل متحد یونسکو در پاریس برگزار شد. در این نمایشگاه پوستر فیلم‌هایی که انتظامی در آن‌ها نقش‌آفرینی کرده است به همراه آرشیو عکسهای شخصی وی و لوح تقدیر فیلم گاو به نمایش درآمد. در این مراسم که با همکاری رئیس موزه سینما، سفارت فرانسه در تهران، نماینده ایران در یونسکو و بنیاد سینمایی فارابی و رایزن فرهنگی ایران در فرانسه برگزار شد، نویسندگان و سینماگران فرانسوی و ایرانیان مقیم فرانسه حضور یافتند.

## من عزتم، بچه سنگلج
کتاب شناخت نامهٔ عزت‌الله انتظامی باعنوان من عزتم، بچه سنگلج توسط نشر سخن در سال ۱۳۹۲ منتشر شد. در مقدمه این کتاب یادداشتی از ژان-کلود کاریر، فیلم‌نامه‌نویس و بازیگر فرانسوی، با عنوان «عزت انتظامی: یک شمایل» به چشم می‌خورد که آورده است: «هیچ دستوری برای ستاره شدن و ستاره ماندن وجود ندارد. باید دارای یک نگاه، یک حضور، جذابیتی آنی و چهره‌ای آشنا، حتی پیش از نخستین دیدار، بود. باید دارای یک دم، یک حس و تمام ویژگی‌هایی که لغت روح را معنی می‌کند، بود.»

## مستند آقای بازیگر
زندگینامه عزت‌الله انتظامی در قالب مستند سینمائی «... و آسمان آبی» به کارگردانی غزاله سلطانی داستان زندگی عزت‌الله انتظامی را روایت می‌کند.

## خانه موزه عزت‌الله انتظامی
به منظور ارج نهادن به هنرمندان کشورمان و همچنین احیا و احداث موزه در نقاط مختلف شهر تهران، منزل مسکونی عزت‌الله انتظامی موزه عمومی شد. تیرماه سال ۱۳۹۱ خانه انتظامی به منظور بهره‌برداری فرهنگی به عنوان خانه موزه در تملک و تحویل معاونت امور اجتماعی و فرهنگی شهرداری منطقه یک شد. خانه موزه انتظامی با مساحتی معادل ۴۵۱ مترمربع در بلوار اندرزگو واقع شده و در زیربنایی معادل ۵۳۸ مترمربع شامل بخش‌های جذابی از جمله موزه استاد انتظامی در شمال پروژه، سالن بلک باکس با ظرفیت ۱۳۰ نفر در زیرزمین، کافی شاپ در پشت بام، شهر فرنگ، اتاق آینه، تماشاخانه، گالری و تابلوی ثبت امضاء و یادگاری ویژه هنرمندان صاحب نام است که عملیات اجرایی آن از اسفند ماه سال ۱۳۹۱ آغاز شد و در ابتدا قرار بر این بود که خانه موزه انتظامی در اواخر اردیبهشت ماه سال ۱۳۹۳ افتتاح شود اما از آنجا که او در بیمارستان بستری شد این مراسم به تأخیر افتاد و در شهریور ماه سال ۱۳۹۳ هم‌زمان با آغاز پانزدهمین جشنواره بین‌المللی نمایش عروسکی به صورت رسمی افتتاح شد.

## کارنامه هنری

### فیلم‌شناسی
او فعالیت هنری خود را با نمایش‌های تئاتر آغاز کرد. انتظامی در سال ۱۳۲۰ اولین نمایش حرفه‌ای خود را به نام اولتیماتوم در تئاتر پاریس خیابان لاله‌زار اجرا کرد و تا سال ۱۳۲۶ در ده‌ها نمایش تئاتر حضور داشت. اولین حضور انتظامی در سینما به سال ۱۳۲۸ و نقش آفرینی در فیلم واریته بهاری ساخته پرویز خطیبی بازمی‌گردد. فیلم گاو در سال ۱۳۴۸ به کارگردانی داریوش مهرجویی و بازی عزت‌الله انتظامی ساخته شد. او در این فیلم که از روی داستان چهارم کتاب عزاداران بیل ساخته شده بود، با جمشید مشایخی و علی نصیریان همبازی بود.
او یک بازیگر صاحب سبک و بی بدیل در سینمای ایران بود که با اغلب کارگردان‌های برجسته سینمای ایران مثل داریوش مهرجویی، علی حاتمی، ناصر تقوایی، مسعود کیمیایی و محسن مخملباف کار کرد. انتظامی، بازیگر پرکاری بود و در کارنامهٔ سینمایی اش نام بیش از پنجاه فیلم دیده می‌شود. از میان فیلم‌هایی که بازی کرده بود، از بازیگری در فیلم‌های گاو داریوش مهرجویی، حاجی واشینگتن علی حاتمی و ناصرالدین‌شاه آکتور سینما محسن مخملباف، به عنوان سخت‌ترین تجربه‌های بازیگری اش یاد می‌کرد. در فیلم رئالیستی و سیاه «دایره مینا»، در نقش سامری، یک دلال خون سودجو و فاسد ظاهر شد که با فروش خون آلودهٔ معتادها کاسبی می‌کرد؛ فیلمی که به خاطر رئالیسم انتقادی گزنده اش و هجو نظام پزشکی در ایران و برملا کردن فساد و تباهی اجتماعی در زمان شاه، توقیف شد و بعد از انقلاب به نمایش درآمد. در کمدی «اجاره نشین‌ها» نیز در نقش عباس آقا سوپر گوشت، مردی حریص و طماع، شخصیت متفاوتی ارائه کرد.
در سال ۱۳۳۲ به آلمان غربی رفت و در مدرسه شبانه تئاتر و سینما به نام «فولکس هوخ شوله» در «هانوفر» تحصیل کرد. در همان دوره در فیلمی به نام «دزد/ قصیده» به سرپرستی «لپاخ» نقش آفرینی کرد. از سریال‌های که عزت‌الله انتظامی در آنها ایفای نقش کرده بود می‌توان از «مسافرت»، «هزاردستان» و «محاکمه» نام برد. سال ۱۳۶۱ نوبت به نقش آفرینی او در یکی از ماندگارترین نقش‌هایش رسیده بود. او در این سال برای بازی در فیلم حاجی واشینگتن جلوی دوربین علی حاتمی قرار گرفت. انتظامی در این فیلم در نقش حسینقلی خان بازی می‌کرد. دیالوگ مشهور او یعنی «آیینِ چراغ خاموشی نیست» همچنان در تاریخ سینمای ایران ماندگار است.

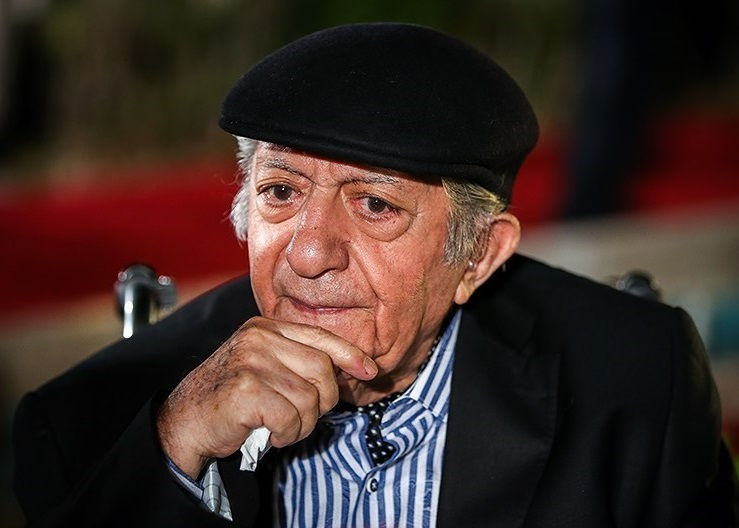
سال ۱۳۹۵
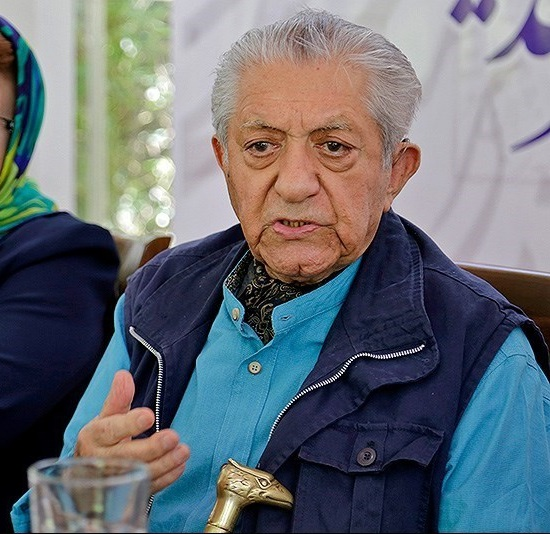
سال ۱۳۹۴
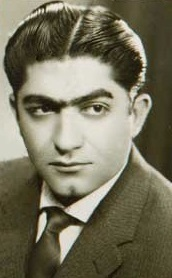
سال ۱۳۲۸

### سایر
| سال  | نام                   | سمت  |
| ---- | --------------------- | ---- |
| ۱۳۲۱ | دانشکده سینما و تئاتر | مدرس |

## انتخابات ریاست جمهوری ۱۳۹۲
ناگهان آقای مشایی سمت ماشین ما آمد … گفت با ما بیایید همین امروز انجام می‌دهم … ناگهان دیدم میدان فاطمی هستم… تازه فهمیدم اینجا وزارت کشور است! … واقعاً خسته شده بودم… آنجا یک صندلی سه نفره فلزی آبی رنگ دیدم خودم را به آن رساندم و روی صندلیِ وسط نشستم… ناگهان اطرافمان پر شد از دوربین‌های عکاسی… آقای مشایی گفت "چی شده؟ یه خرده شاد باشین! " من حرفی نداشتم که بزنم… و من بازهمان جا بهت زده وسط آن صندلی سه نفره تنها ماندم.— عزت‌الله انتظامی
عزت‌الله انتظامی در زمان ثبت نام اسفندیار رحیم مشایی به عنوان کاندیدای ریاست جمهوری به وزارت کشور رفته بود. عکس‌هایی که از او در کنار محمود احمدی‌نژاد و اسفندیار رحیم مشایی در وزارت کشور، منتشر شده بود، این تصور را برای بسیاری ایجاد کرده بود که او رئیس‌جمهور و مشاورش را برای ثبت نام آقای مشایی همراهی کرده است.
انتظامی چند روز بعد با انتشار یادداشتی دربارهٔ چگونگی حضورش در وزارت کشور نوشت که ماه‌هاست برای ثبت بنیاد فرهنگی و هنری عزت‌الله انتظامی تلاش می‌کند و آن روز از دفتر ریاست جمهوری با او تماس گرفتند که کارهای ثبت بنیاد دارد به سرانجام می‌رسد. سپس به سرعت ماشینی برایش فرستادند که او را به کاخ ریاست جمهوری بُرد. انتظامی نوشت:
«ناگهان آقای مشایی سمت ماشین ما آمد … گفت با ما بیایید همین امروز انجام می‌دهم. آقای مشایی سوار ماشینِ بزرگِ سفید رنگی شد و ما بلافاصله پشت سر او حرکت کردیم… ناگهان دیدم میدان فاطمی هستم… تازه فهمیدم اینجا وزارت کشور است! … آقای رئیس‌جمهور و مشایی و عده‌ای دیگر، همه آنجا بودند. مرد جوانی آمد و مرا همراه خودش باز به راهروهای تودرتو دیگری برد. واقعاً خسته شده بودم… مجبور بودم با عصا پا به پای او راه بروم. به سالن بزرگی رسیدیم. آنجا یک صندلی سه نفره فلزی آبی رنگ دیدم و خودم را به آن رساندم و روی صندلیِ وسط نشستم. ناگهان دیدم آقای مشایی و آقای رئیس‌جمهور و چند نفر دیگر که همراه آن‌ها بودند از روبرو به طرف من می‌آیند. آقای مشایی طرف چپ من و آقای رئیس‌جمهور طرف راست من نشستند. ناگهان اطرافمان پر شد از دوربین‌های عکاسی. آقای مشایی گفت "چی شده؟ یه خرده شاد باشین! " من حرفی نداشتم که بزنم. عکاس‌ها تند و تند عکس می‌گرفتند. عکسشان را که گرفتند محل را ترک کردند و من بازهمان جا بهت زده وسط آن صندلی سه نفره تنها ماندم. مرد جوان که آمد مرا ببرد خانه، گفتم چه شد؟ گفت امروز که دیگه نمیشه بعداً انشاالله اوراق رو براتون میاریم."
مردم سرزمینم! من برای شما همیشه همان عزتم، همانی که از سیزده سالگی در تماشاخانه‌های لاله زار با تشویق‌های شما بزرگ شده‌ام… همانی که همراه شما با دردهای ایران بسیار گریسته‌ام و با شادی‌هایش لبخندها زده‌ام… برای شما من همیشه همان عزتم… بچه‌ای از سنگلج…»

## نامه به حسن روحانی
مگر می‌شود مسئله‌ای با این اهمیت همچنان لاینحل باقی بماند؟... همواره بیم آن داشته‌ام که سر بر زمین بگذارم و چشم از جهان ببندم و این مشکل لاینحل باقی‌مانده باشد— عزت‌الله انتظامی در نامه به حسن روحانی
وبگاه کلمه در ۲۶ اسفند ۱۳۹۴ دستخطی از نامه‌ای از عزت‌الله انتظامی به حسن روحانی به تاریخ یکم همان ماه منتشر کرد که در آن از روحانی خواسته شده در آستانه نوروز مسئله حصر را «حل کند».

## جوایز

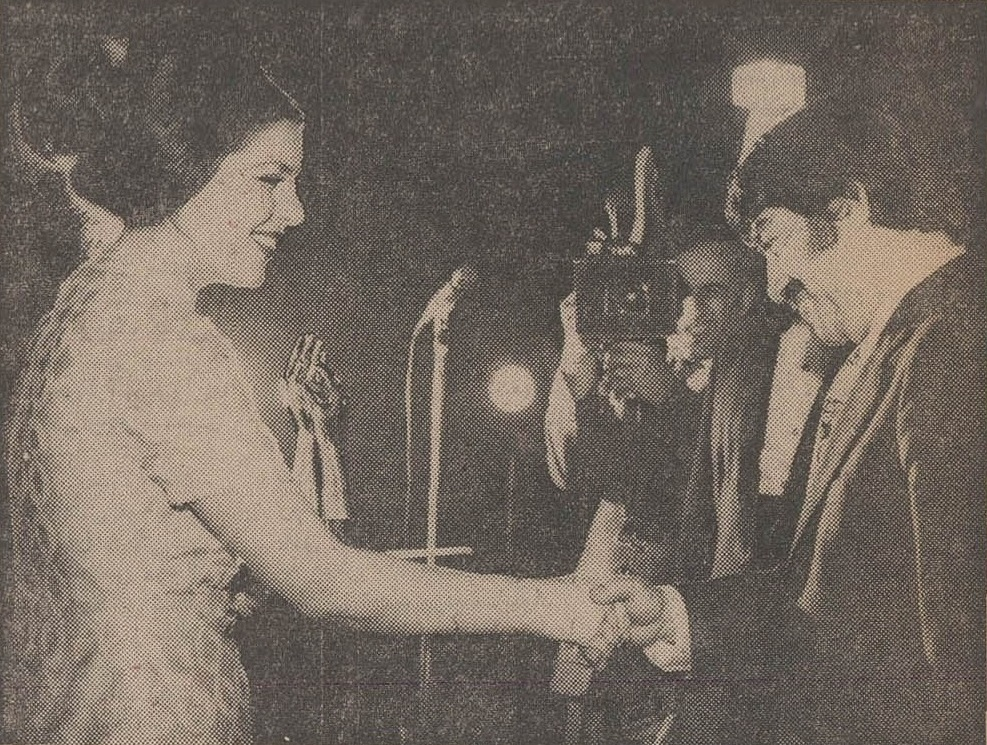
فروزان جایزه هنرپیشه دوم مرد سومین جشنواره سینمایی سپاس را به عزت‌الله انتظامی اهدا می‌کند.

### جشنواره سینمایی سپاس
| سال  | قسمت                      | اثر       | نتیجه | جایزه |
| ---- | ------------------------- | --------- | ----- | ----- |
| ۱۳۴۹ | بهترین بازیگر نقش دوم مرد | آقای هالو | برنده | مجسمه |

### جشنواره فیلم فجر
| سال  | دوره                                           | قسمت                                         | اثر                                  | نتیجه    | جایزه        |
| ---- | ---------------------------------------------- | -------------------------------------------- | ------------------------------------ | -------- | ------------ |
| ۱۳۶۵ | پنجمین دوره جشنواره بین‌المللی فیلم فجر         | بهترین بازیگر نقش اول مرد                    | اجاره‌نشین‌ها                          | نامزدشده |              |
| ۱۳۶۷ | هفتمین دوره جشنواره بین‌المللی فیلم فجر         | بهترین بازیگر نقش اول مرد                    | گراند سینما                          | برنده    | سیمرغ بلورین |
| ۱۳۶۸ | هشتمین دوره جشنواره بین‌المللی فیلم فجر         | بهترین بازیگر نقش مکمل مرد                   | هامون                                | نامزدشده |              |
| ۱۳۷۰ | دهمین دوره جشنواره بین‌المللی فیلم فجر          | بهترین بازیگر نقش اول مرد                    | خانه خلوت و ناصرالدین‌شاه آکتور سینما | برنده    | لوح تقدیر    |
| ۱۳۷۲ | دوازدهمین دوره جشنواره بین‌المللی فیلم فجر      | بهترین بازیگر نقش اول مرد                    | روز فرشته                            | برنده    | سیمرغ بلورین |
| ۱۳۷۶ | شانزدهمین دوره جشنواره بین‌المللی فیلم فجر      | بزرگداشت                                     | بزرگداشت                             | برنده    | لوح تقدیر    |
| ۱۳۸۰ | بیستمین دوره جشنواره بین‌المللی فیلم فجر        | بهترین بازیگر نقش مکمل مرد                   | خانه‌ای روی آب                        | برنده    | سیمرغ بلورین |
| ۱۳۸۲ | بیست و دومین دوره جشنواره بین‌المللی فیلم فجر   | بهترین بازیگر نقش مکمل مرد (در بخش بین‌الملل) | گاوخونی                              | برنده    | سیمرغ بلورین |
| ۱۳۸۳ | بیست و سومین دوره جشنواره بین‌المللی فیلم فجر   | بهترین بازیگر نقش اول مرد                    | جایی برای زندگی                      | نامزدشده |              |
| ۱۳۸۴ | بیست و چهارمین دوره جشنواره بین‌المللی فیلم فجر | بهترین بازیگر نقش اول مرد                    | ستاره‌ها ۱: ستاره می‌شود               | نامزدشده |              |
| ۱۳۸۵ | بیست و پنجمین دوره جشنواره بین‌المللی فیلم فجر  | جایزه ویژه هیئت داوران برای بازیگری          | مینای شهر خاموش                      | برنده    | سیمرغ بلورین |
| ۱۳۹۷ | سی و هفتمین دوره جشنواره فیلم فجر              | نکوداشت                                      | نکوداشت                              | برنده    | لوح تقدیر    |

### جشن خانه سینما
| سال  | قسمت                      | اثر                    | نتیجه    | جایزه      |
| ---- | ------------------------- | ---------------------- | -------- | ---------- |
| ۱۳۸۷ | بهترین بازیگر نقش اول مرد | ستاره‌ها ۱: ستاره می‌شود | برنده    | تندیس زرین |
| ۱۳۸۶ | بهترین بازیگر نقش اول مرد | مینای شهر خاموش        | نامزدشده |            |
| ۱۳۷۷ | بهترین بازیگر نقش اول مرد | حاجی واشینگتن          | نامزدشده |            |

### جوایز بین‌المللی
| سال  | جشنواره                       | قسمت                       | اثر | نتیجه | جایزه                  |
| ---- | ----------------------------- | -------------------------- | --- | ----- | ---------------------- |
| ۲۰۰۸ | جشنواره بین‌المللی فیلم بیروت  | بهترین بازیگر نقش مکمل مرد | شب  | برنده | تندیس زرین             |
| ۱۹۹۱ | جشنواره سه قاره               | بهترین بازیگر نقش اول مرد  | گاو | برنده | جایزه ویژه هیئت داوران |
| ۱۹۷۱ | جشنواره بین‌المللی فیلم شیکاگو | بهترین بازیگر نقش اول مرد  | گاو | برنده | جایزه هوگو نقره‌ای      |

## درگذشت
عزت‌الله انتظامی از سه ماه پیش از مرگ، بر اثر زمین‌خوردن در منزل دچار مشکلات جسمی گردید و از آن موقع تحت درمان بود، اما سر انجام در بامداد ۲۶ مرداد ۱۳۹۷ در بیمارستان باهنر تهران بر اثر سکته مغزی و کهولت سن در ۹۴ سالگی درگذشت. مراسم تشییع پیکر او در تاریخ ۲۸ مرداد ۱۳۹۷ مقابل تالار وحدت برگزار شد و پیکر او در قطعه هنرمندان بهشت زهرا به خاک سپرده شد. پس از درگذشت انتظامی، در افتتاحیه سی و هفتمین جشنواره فیلم فجر از او یاد و تقدیر شد. در سال ۱۳۹۸ در اولین سالگرد مرگ انتظامی از سردیس و پلاک خیابان وی رونمایی شد. همچنین درگذشت سید ضیاءالدین دری کارگردان سینما و تلویزیون که سابقه همکاری با عزت‌الله انتظامی در فیلم باد و شقایق را داشت؛ در این روز (۲۶ مرداد ۱۳۹۷) بود.